# Protoparnus vestitus
Protoparnus vestitus is een keversoort uit de familie ruighaarkevers (Dryopidae). De wetenschappelijke naam van de soort werd in 1883 gepubliceerd door David Sharp.